# 沈冬魁
沈冬魁（1464年—1530年），字伯貞，號立齋，又號漳涯，直隸河間府阜城縣人，明朝政治人物。

## 生平
順天府鄉試第二十一名舉人。弘治三年（1490年）中式庚戌科會試第二百五十一名，三甲第二十四名進士。授中书舍人，遷员外郎，十六年三月以《大明会典》完成，升吏部郎中，供事制敕房。正德初参与修纂《孝宗实录》，四年（1509年）十月升順天府府丞，七年八月改太常寺少卿、提督四夷馆，十二月升光禄寺卿，裁浮靡供费。九年十月升太常寺卿、提督四夷馆，正德十三年（1518年）十一月以都察院右副都御史、巡抚河南。十六年五月召入爲工部右侍郎，管理易州山厂，嘉靖元年（1522年）十二月改任户部右侍郎、总督仓场，不久又改工部右侍郎、添注管事，二年（1523）十月迁南京礼部尚书，七年四月乞致仕。嘉靖九年卒，賜祭葬。

## 家族
曾祖沈爾卿；祖父沈景先；父沈泉，母陸氏。慈侍下。弟夏元。